# Guinee
Guinee (uitspraak: [ɣiˈne]), voormalig Frans-Guinee, soms Guinee-Conakry genoemd en officieel de Republiek Guinee (Frans: République de Guinée), is grondwettelijk een presidentiële republiek in West-Afrika, gelegen aan de Atlantische Oceaan tussen Guinee-Bissau en Sierra Leone. De hoofdstad is Conakry. Voor 1958 was het een Franse kolonie.
Guinee heeft een tropisch savanneklimaat.

## Geschiedenis
Al voor het jaar 1000 werd er in Guinee goud gewonnen, onder andere voor het koninkrijk Ghana. Het gebied maakte in de volgende eeuwen deel uit van de rijken van Mali en Songhai. Er was inwijking van Malinke en Fulbe die de oorspronkelijke bevolking naar de kustregio verdreven. Het Fouta Djalon-imamaat van de Fulbe voerde een heilige oorlog tegen de eveneens islamitische Malinke en tegen animistische stammen.
In de 15e eeuw landden Portugezen als eerste Europeanen op de kust van Guinee. Er werden verschillende handelsposten langs de kust gesticht maar het gebied bleef gespaard van grootschalige slavenhandel door Europeanen. In 1849 voltrok zich het Incident aan de Rio Nuñez in het hedendaags Guinee. Hierbij was België betrokken.

### Kolonisatie
In 1881 werd Fouta Djalon een Frans protectoraat en vervolgens kwamen ook de gebieden in het zuiden onder Franse controle. In 1902 werd Frans-Guinee opgenomen in Frans-West-Afrika.
In 1946 was Ahmed Sékou Touré een van de oprichters van het RDA (Rassemblement Démocratique Africain) dat naar onafhankelijkheid streefde van Frans-West-Afrika. Een jaar later werd de PDG (Parti démocratique de Guinée) als Guinese tak opgericht.

### Onafhankelijkheid
Guinee is een onafhankelijke staat sinds 2 oktober 1958. De eerste president was Sékou Touré, die een socialistisch georiënteerde politiek voerde. In 1978 wijzigde hij de officiële naam van het land in de Revolutionaire Volksrepubliek Guinee en dit zou zo blijven tot 1984. In 1984 werd Sékou Touré na een militaire staatsgreep opgevolgd door generaal Lansana Conté. Tijdens diens bewind werden drie presidentsverkiezingen gehouden, in 1993, 1998 en 2003. Deze werden echter sterk bepaald door onregelmatigheden; een effectieve oppositie was er niet. Vanaf 2006 werd de macht van Conté bedreigd door stakingen en opstanden. Op 23 december 2008, een dag na de dood van president Conté, pleegde het leger een staatsgreep. Kapitein Moussa Dadis Camara verklaarde zich de dag erna president. Hij beloofde voor eind 2009 vrije verkiezingen te zullen organiseren, waarbij hijzelf geen kandidaat zou zijn.
In de loop van 2009 werd echter steeds duidelijker dat Camara van plan was zichzelf tot president te laten kiezen. Toen de oppositie op 28 september 2009 een demonstratieve bijeenkomst hield in het Stade du 28 Septembre, een stadion in Conakry, openden soldaten het vuur op de menigte. Er vielen tientallen doden en gewonden en er werd op grote schaal verkracht. Het Internationaal Strafhof te Den Haag stelde een onderzoek in naar deze gebeurtenis.
Op 3 december 2009 werd in een kazerne een aanslag gepleegd op Camara, die gewond werd overgebracht naar Marokko. Zijn plaatsvervanger Sekouba Konaté nam de leiding over van de militaire regeringsraad. Hij pakte het oorspronkelijke plan voor vrije verkiezingen weer op en benoemde oppositieleider Jean-Marie Doré tot premier. Op 21 december 2010 werd Alpha Condé gekozen als de nieuwe president van Guinee. President Condé werd op 5 september 2021 afgezet door een staatsgreep en kolonel Mamady Doumbouya nam de macht over.

## Geografie
De oppervlakte van Guinee is 245.857 km², ongeveer even groot als het Verenigd Koninkrijk. Guinee vormt een brede boog. Vanaf de Atlantische Oceaan, waar het land een kustlijn van 320 kilometer heeft, spreidt het land zich naar het noorden uit en vanaf daar naar het oosten en zuidoosten. Het land grenst aan Guinee-Bissau, Senegal, Mali, Ivoorkust, Liberia en Sierra Leone. De staatsgrens met Guinee-Bissau is 386 kilometer lang, die met Senegal 330 kilometer, met Mali 858 kilometer, met Ivoorkust 610 kilometer, met Liberia 563 kilometer, en die met Sierra Leone 652 kilometer. De kuststreek is vrijwel vlak, oplopend naar heuvelachtig en bergachtig in het oostelijke binnenland; het hoogste punt is Mont Nimba (1752 meter).
De voornaamste steden zijn de hoofdstad Conakry met twee miljoen inwoners, Nzérékoré (250.000), Kankan (200.000), Kindia (180.000) en Labé (50.000).

### Deelgebieden
Bestuurlijk is Guinee verdeeld in acht regio's, die weer zijn verdeeld in 33 prefecturen. De hoofdstad Conakry is een speciale zone. Lokale dorpshoofden en volksraden vormen de basis van de besturen in de dorpen.

## Staatsinrichting
Volgens de grondwet van 1991 is Guinee een presidentiële republiek met een sterke positie voor de president. Het eenkamerparlement, de Nationale Vergadering, bestaat uit 114 leden die voor vijf jaar zijn gekozen. In 1991 werd tevens een meerpartijenstelsel ingevoerd. Van 1984 tot 1991 waren politieke partijen verboden. De dominerende partij voor de staatsgreep van 2008 was de Parti de l'Unité et du Progrès (PUP) van president Lansana Conté. Andere belangrijke partijen zijn de Parti démocratique de Guinée (PDG), de Union des Forces Républicaines (UFR), de Parti pour le Renouveau et le Progrès (PRP), de Rassemblement du Peuple Guinéen (RPG) en de Union des forces Democratique de Guinée (UFDG). De eenheidsvakbond is de Conféderation des Travailleurs de Guinée (CTG).
- president: Mamady Doumbouya (waarnemend, sinds 5 september 2021)
- premier: Bah Oury (sinds 27 februari 2024)

(Zie ook: Lijst van presidenten van Guinee en Lijst van premiers van Guinee)

## Bevolking

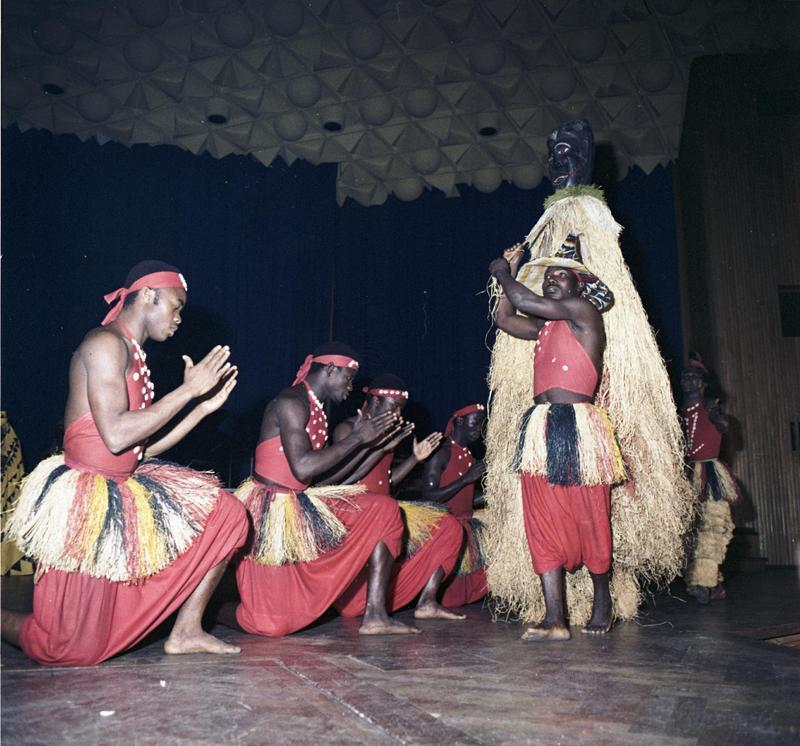
Nationale Ballet van Guinee tijdens Afrika-Woche 1962.

Guinee telt naar schatting ruim 12 miljoen inwoners, verdeeld over ongeveer 24 etnische groepen. De grootste zijn de Fulbe of Fula (46%), de Mandinka of Mandingo in het oosten (30%) en de Susu of Soussou in het westen (20%). De officiële landstaal is Frans, maar alle etnische groepen spreken hun eigen taal.

### Godsdienst
Ruim 85 procent van de bevolking is moslim (soennieten), 10 procent is christen (voornamelijk katholiek) en 5 procent is animist (natuurgodsdiensten).

## Economie
Guinee is een van de minst ontwikkelde landen ter wereld. De economie drijft hoofdzakelijk op tropische landbouw, visserij en mijnbouw. Het is het tweede productieland voor bauxiet ter wereld met bijna de helft van 's werelds bauxietreserves; er wordt ook ijzererts, goud en diamanten gedolven. De bauxietproductie is grotendeels in particuliere handen.
De economische groei bedroeg in 2008 naar schatting 4,5 procent, na een periode van beperkte economische groei in 2006 en 2007. In die jaren groeide de economie met naar schatting 2,2 en 1,5 procent. Het nationaal inkomen per persoon bedroeg in 2008 naar schatting 1100 US dollar per hoofd van de bevolking. Het land ontvangt geen steun van het IMF en de Wereldbank, maar er is een programma opgezet om de steun te hervatten.

## Betrekkingen met Nederland en België
Het land ontvangt geen ontwikkelingshulp van Nederland of België; wel is Nederland na China en Frankrijk voor Guinee het derde importland. De Nederlandse ambassade in Dakar (Senegal) behartigt tevens de betrekkingen met Guinee; in Conakry is een honorair-consulaat gevestigd. Voor Guinee worden de betrekkingen behartigd door de ambassade van Ivoorkust in Den Haag. Er is een Guineese gemeenschap van ongeveer 4.000 personen woonachtig in Nederland.
Er is ook een ambassade van Guinee in Brussel.